# Francisco Augusto Metrass
Francisco Augusto Metrass (Lisboa, 7 de Fevereiro de 1825 - Madeira, 14 de Fevereiro de 1861) é considerado "o pintor mais romântico da sua geração".

## Biografia

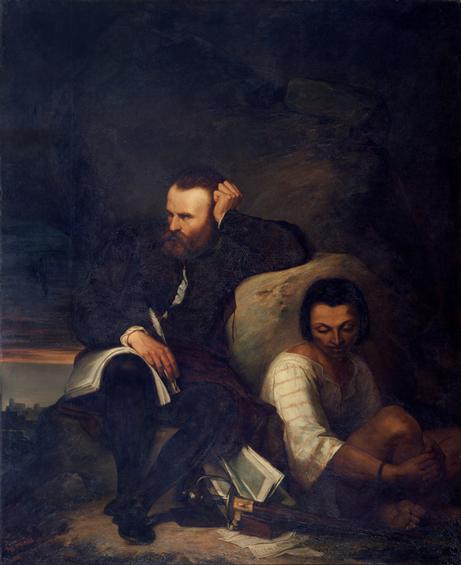
Camões na Gruta de Macau, Museu de Arte Contemporânea, (Lisboa).

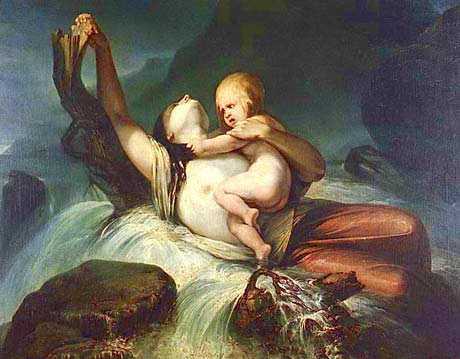
Só Deus!, 1856, Museu do Chiado (Lisboa).

Filho de uma família abastada de origem neapolitano, que se dedicava ao comércio de importação. Os seus primeiros estudos  foram feitos na Academia das Belas Artes de Lisboa como aluno voluntário, para onde entrou em 1836, tendo como mestres Joaquim Rafael e António Manuel da Fonseca e como colegas Anunciação, João Cristino da Silva e Manuel Maria Bordalo Pinheiro.
É contra a vontade do pai que conclui o curso de pintura de História em 1843. Estudou também em Roma a partir de 1844, com os pintores de origem alemã Johann Friedrich Overbeck e Peter von Cornelius do Grupo dos Nazarenos e tendo tido como companheiro de estudos outro artista português, Luís Pereira de Meneses.
De volta a Portugal, expõe no Palácio dos Lumiares a S. Roque e na Sala do Risco, mas ignorado pelo público e pela crítica decide vender os quadros e abrir uma “Casa de tirar retratos” no Cais do Sodré. 
Acaba por vender toda a sua obra a um corretor de leilões, e com os lucros, foi para Paris, onde permanece até 1853. É nessa cidade que realiza um conjunto de pinturas significativas de temática histórica. Depois do regresso e com a técnica e a linguagem artística mais aperfeiçoada (estudou Rubens, Rembrandt e Van Dyck), o rei D. Fernando acaba por lhe comprar o quadro Camões na gruta de Macau.
Foi professor de pintura histórica em 1854, na Academia de Belas-Artes e colaborou na Revista Contemporânea de Portugal e Brasil (1859-1865).
Metrass morreu com trinta e seis anos de idade, vítima de tuberculose.

## Exposições
- Palácio dos condes de Lumiares
- Exposição filantrópica da Sala do Risco
- Exposição trienal de 1856
- Exposição Universal de Paris (1855)

## Lista de obras conhecidas
- Jesus acolhendo as crianças (1846)
- Família Sagrada
- Camões e o Jau
- Caravana atravessando o deserto
- Viúva junto do cadáver do esposo
- A Menina e a Pomba
- Leitura do romance
- A Rola dormindo
- Camões lendo "Os Lusíadas"
- Porta Estandarte (inacabado)
- O Juízo de Salomão (1850)
- Enterro de Cristo (1850)
- Cena campestre com pastor e figura feminina (1852)
- Camões na gruta de Macau (1853)
- Inês de Castro Pressentindo os Assassinos (1855)
- Nu de costas (1855)
- Só Deus! (1856)
- Últimos momentos de Camões[8]

## Galeria

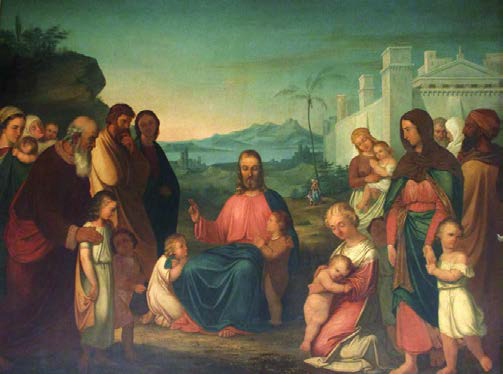
Jesus acolhendo as criancinhas (1846)
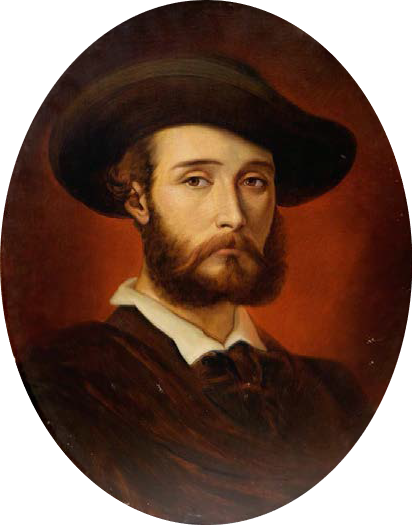
Auto-retrato (1851)
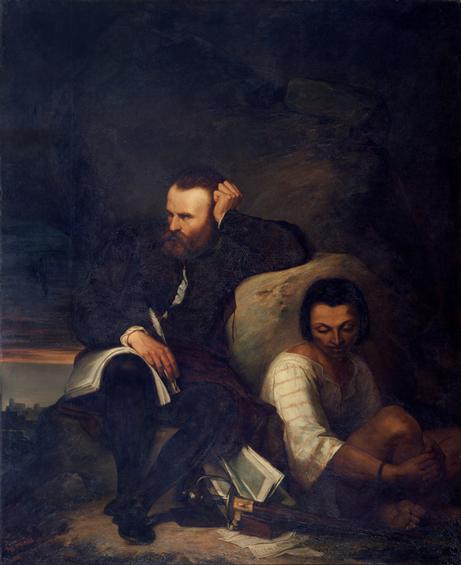
Camões na gruta de Macau (1853)
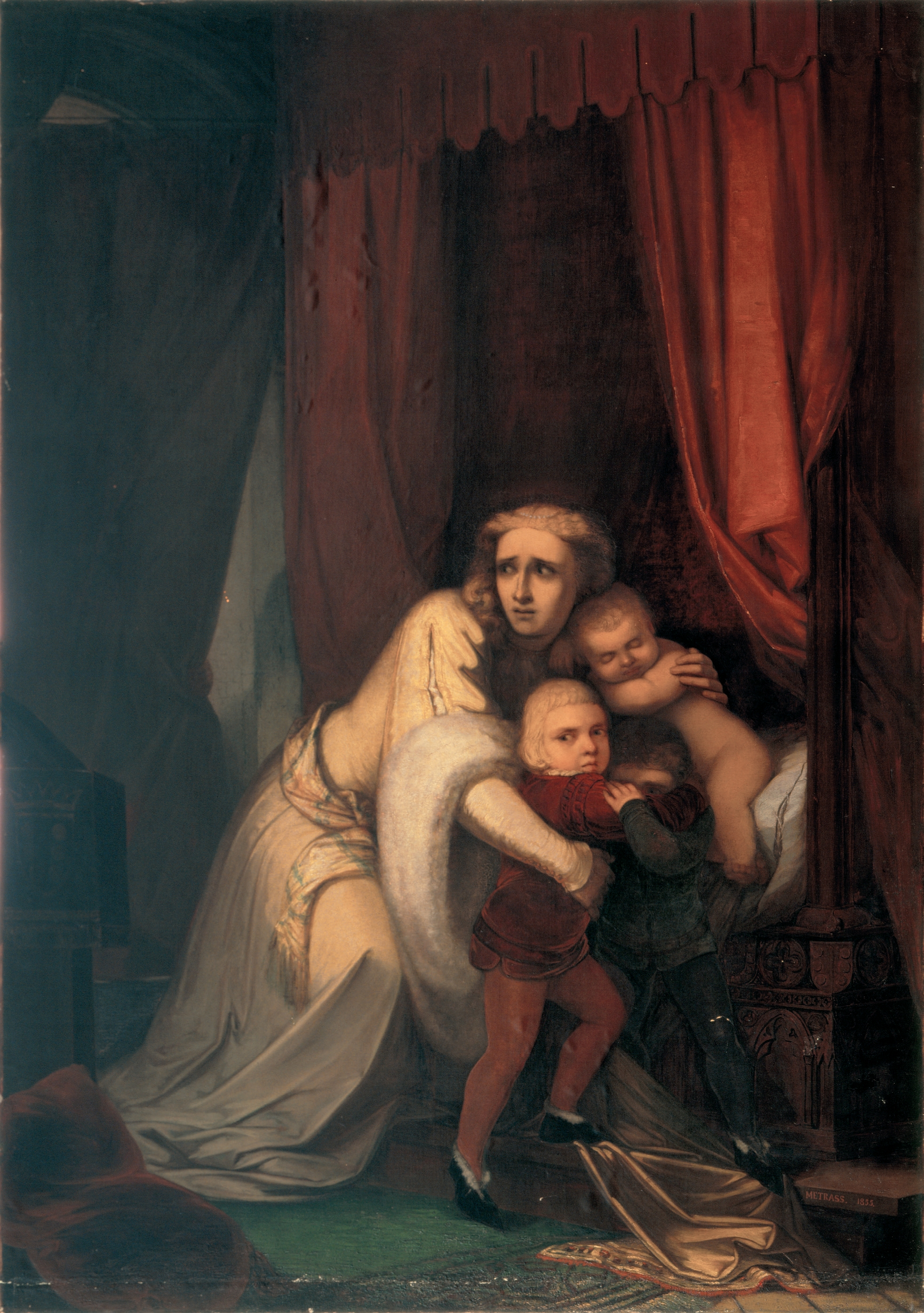
Inês de Castro pressentindo os assassinos (1855)
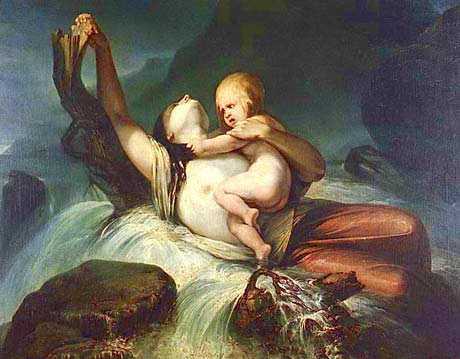
Só Deus! (1856)
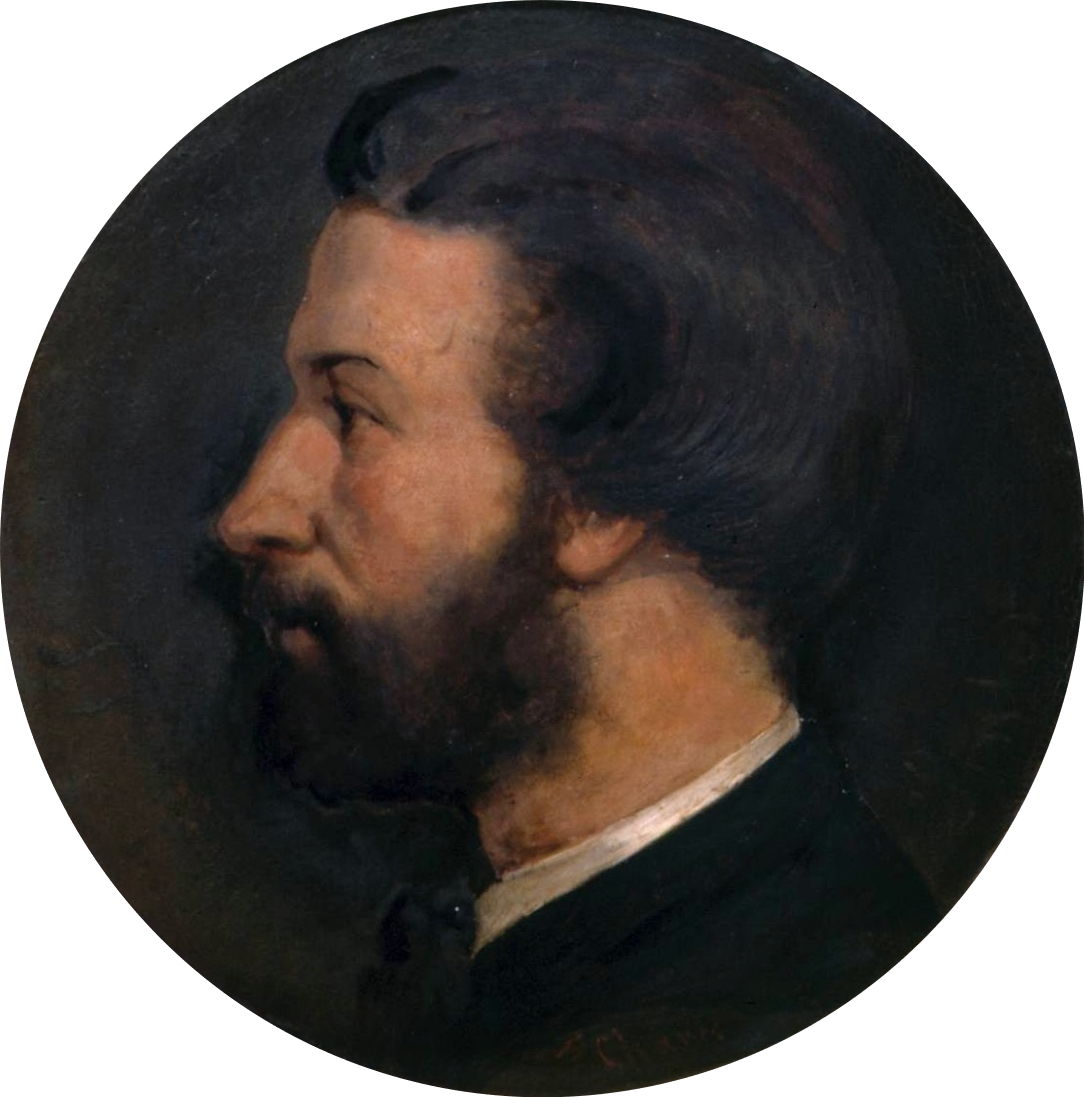
Auto-retrato (s.d.)